# 临沧站

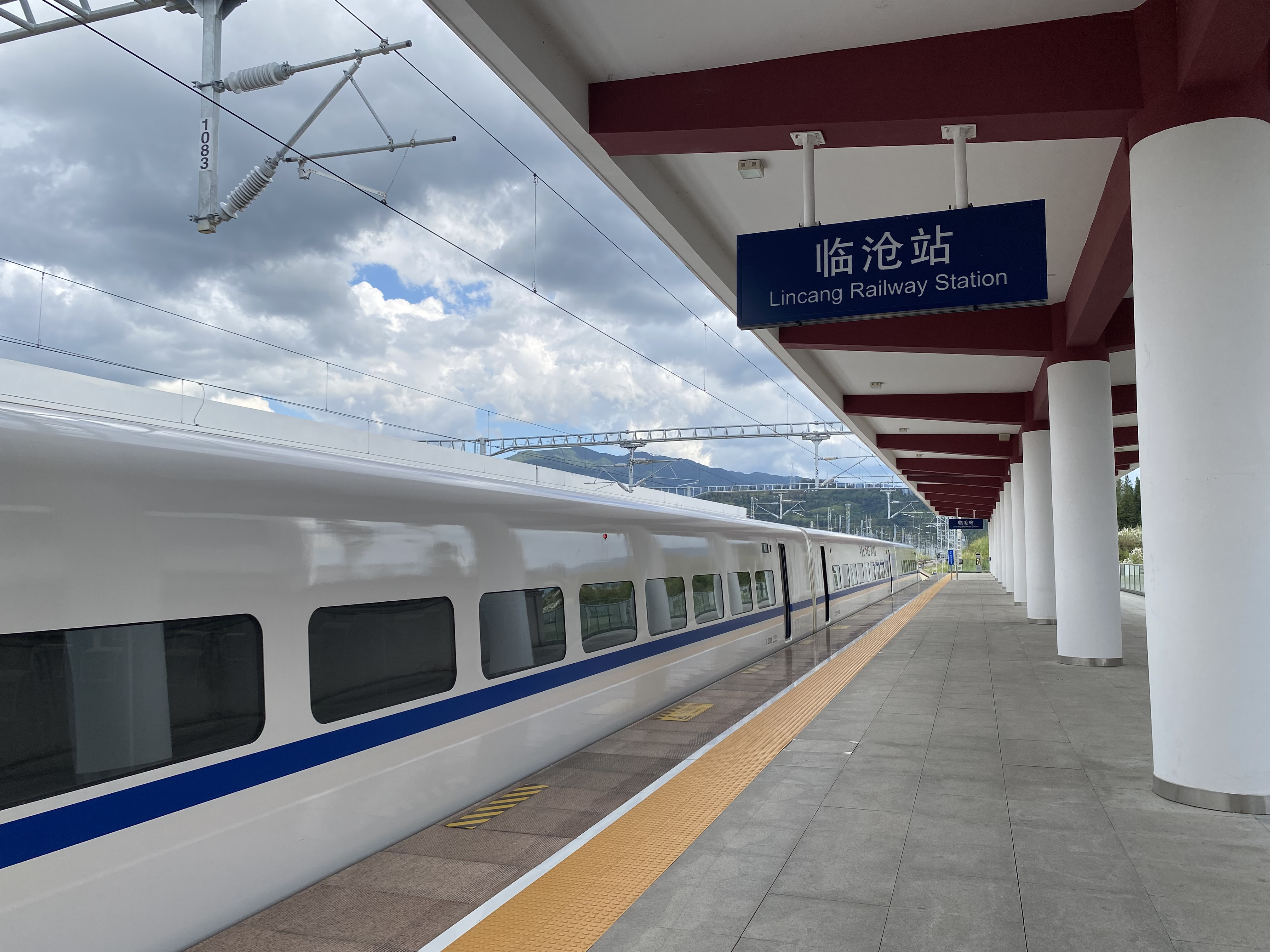
临沧站站台

临沧站位于中华人民共和国云南省临沧市临翔区忙畔街道文伟村，是大临铁路上的火车站，于2020年12月30日启用。

## 車站周邊
- 临沧市科技创新园
- 临沧市人民医院新院
- 和成生态文化创新产业园
- 和堂玥春酒店
- 临沧市民政局
- 临沧客运站
- 临沧市体育中心

## 歷史
- 2020年12月30日启用。

## 外部連結
- 中国铁路客户服务中心 （页面存档备份，存于）